# تعاتعة (كشولة)
تعاتعة هي إحدى مشيخات المملكة المغربية، تتبع جغرافيا لإقليم الصويرة وإداريًا لكشولة. يقدر عدد سكانها بـ 6032 نسمة حسب الإحصاء الرسمي للسكان والسكنى لسنة 2004.